# Madera
Madera je město ve Spojených státech amerických. Nachází se v okrese Madera County, jehož je zároveň správním městem, ve státě Kalifornie. Ve městě žije přibližně 66 tisíc obyvatel a jeho rozloha činí 40,9 km². Leží v San Joaquin Valley 61 kilometrů západně od zeměpisného centra Kalifornie. Město se nachází 37 kilometrů severozápadně od Fresna a 116 kilometrů jihovýchodně od Modesta. Městem protéká řeka Fresno.
Město leží v oblasti se semiaridním podnebím.

## Rodáci
- Lee Evans (atlet) (1947–2021) – americký atlet – sprinter